# Arcenant
Arcenant és un municipi francès, situat al departament de la Costa d'Or i a la regió de Borgonya - Franc Comtat. L'any 2007 tenia 478 habitants.

## Demografia

### Població
El 2007 la població de fet d'Arcenant era de 478 persones. Hi havia 183 famílies, de les quals 36 eren unipersonals (12 homes vivint sols i 24 dones vivint soles), 75 parelles sense fills, 68 parelles amb fills i 4 famílies monoparentals amb fills.
La població ha evolucionat segons el següent gràfic:
Habitants censats

### Habitatges
El 2007 hi havia 220 habitatges, 182 eren l'habitatge principal de la família, 28 eren segones residències i 10 estaven desocupats. 218 eren cases i 2 eren apartaments. Dels 182 habitatges principals, 167 estaven ocupats pels seus propietaris, 12 estaven llogats i ocupats pels llogaters i 3 estaven cedits a títol gratuït; 1 tenia una cambra, 6 en tenien dues, 22 en tenien tres, 46 en tenien quatre i 107 en tenien cinc o més. 134 habitatges disposaven pel capbaix d'una plaça de pàrquing. A 64 habitatges hi havia un automòbil i a 110 n'hi havia dos o més.

### Piràmide de població
La piràmide de població per edats i sexe el 2009 era:
| Homes | Edats   | Dones |
| ----- | ------- | ----- |
| 0     | 95 o +  | 0     |
| 0     | 90 a 94 | 0     |
| 0     | 85 a 89 | 0     |
| 0     | 80 a 84 | 0     |
| 8     | 75 a 79 | 8     |
| 8     | 70 a 74 | 12    |
| 8     | 65 a 69 | 4     |
| 12    | 60 a 64 | 0     |
| 4     | 55 a 59 | 12    |
| 16    | 50 a 54 | 16    |
| 12    | 45 a 49 | 16    |
| 28    | 40 a 44 | 28    |
| 28    | 35 a 39 | 16    |
| 16    | 30 a 34 | 20    |
| 12    | 25 a 29 | 12    |
| 12    | 20 a 24 | 8     |
| 12    | 15 a 19 | 32    |
| 36    | 10 a 14 | 28    |
| 4     | 5 a 9   | 16    |
| 24    | 0 a 4   | 4     |

## Economia
El 2007 la població en edat de treballar era de 303 persones, 237 eren actives i 66 eren inactives. De les 237 persones actives 222 estaven ocupades (116 homes i 106 dones) i 15 estaven aturades (6 homes i 9 dones). De les 66 persones inactives 30 estaven jubilades, 17 estaven estudiant i 19 estaven classificades com a «altres inactius».

### Ingressos
El 2009 a Arcenant hi havia 191 unitats fiscals que integraven 514 persones, la mediana anual d'ingressos fiscals per persona era de 20.131,5 €.

### Activitats econòmiques
Dels 23 establiments que hi havia el 2007, 2 eren d'empreses alimentàries, 3 d'empreses de construcció, 9 d'empreses de comerç i reparació d'automòbils, 1 d'una empresa d'hostatgeria i restauració, 1 d'una empresa financera, 3 d'empreses de serveis, 1 d'una entitat de l'administració pública i 3 d'empreses classificades com a «altres activitats de serveis».
Dels 3 establiments de servei als particulars que hi havia el 2009, 1 era un paleta i 2 lampisteries.
L'únic establiment comercial que hi havia el 2009 era una botiga de menys de 120 m².
L'any 2000 a Arcenant hi havia 12 explotacions agrícoles que ocupaven un total de 160 hectàrees.

## Equipaments sanitaris i escolars
El 2009 hi havia una escola elemental integrada dins d'un grup escolar amb les comunes properes formant una escola dispersa.

## Poblacions més properes
El següent diagrama mostra les poblacions més properes.